# Fatal Labyrinth
Fatal Labyrinth (死の迷宮, Labyrinth of Death: Shi no Meikyū), également connu sous le nom de Labyrinth of Death, est un jeu vidéo de rôle sorti initialement le 19 novembre 1990 exclusivement au Japon sur Sega Meganet, le modem de la Mega Drive, avant d'être distribué mondialement sur support cartouche le 23 août 1991, toujours sur Mega Drive.
Il a été réédité dans les compilations de jeux Sega Games Can Vol. 2, sortie au Japon le 18 mars 1994 sur Mega-CD, et Game no Kanzume: Otokuyō, sortie au Japon le 1er juin 1995 sur Mega Drive.

## Système de jeu
Fatal Labyrinth est un roguelike sorti en 1991. Il s'agit d'un immense château où le héros recherche une sorte de Saint Graal qui permettra à son village de repousser des hordes de démons.